# ヴィンテージ (マジック:ザ・ギャザリング)
ヴィンテージ は、マジック:ザ・ギャザリングの大会ルール(フォーマット)のひとつ。ほとんどのカードセットが使える「エターナル」に分類されている。かつては「Type1」と呼ばれていた。

## フォーマットの特徴
このフォーマットでは過去に発売された全ての基本セットとエキスパンションのカード、及びプロモーションカードが使用可能である。入門セット(ポータル等)のカードも使うことができる。
ヴィンテージの最大の特徴は「制限カード」の存在である。ヴィンテージではカードの挙動上問題があるものやアンティ関係のカード、能力の関係で制限カードへの指定が意味をなさないカードを除けば禁止されているカードはなく、パワー9等の強力なカードも一枚は使うことができる。そのためもっともゲームスピードが速い環境であるとされる。そういった「高速コンボデッキ」に対抗して「クロック・パーミッション」や「マナ要求カードで相手を拘束するデッキ」などがしのぎを削っている。また、このカードプールの広さ・環境の特殊性から、他のフォーマットでは普通に使えるカードが制限されていることや、逆に他フォーマットの禁止カードがこの環境では制限指定すらされず4枚使用可能な場合もある。
パワー9をはじめ一部のカードの入手が非常に困難であるため、日本では比較的馴染みの薄いフォーマットだが、古くからマジックをプレイしている人の多いアメリカや、上記の再版ポリシーに対象外により参入難易度が低いのMagic: The Gathering Online(MO)では比較的プレイヤーが多いとされる。昨今は定期的にヴィンテージの大会を行うカードショップの登場やそれらのインターネットによる配信などにより、日本でもヴィンテージの大会に触れる人も増えてきている。

## 使用が制限されるカード
ヴィンテージで指定されている禁止・制限カードは以下の通りである（2024年5月時点）。

### 禁止カード
禁止カードに指定されているカードは、ヴィンテージにおいて使用できない。以下のカードが指定されている。
- アンティに関するすべてのカード
- カード・タイプが策略である全てのカード
- ステッカー[5]を使うカード
- アトラクション[6]を使うカード
- Chaos Orb
- Falling Star
- Shahrazad
- 人種や文化に対し攻撃的なカード
  - Cleanse
  - 十字軍/Crusade
  - Imprison
  - Invoke Prejudice
  - Jihad
  - プラデッシュの漂泊民/Pradesh Gypsies
  - Stone-Throwing Devils

禁止カードではないが、外枠が銀色もしくは金色のカード、開発部プレイテストカード、裏面のデザインが通常とは異なるカードも使用できない。

### 制限カード
制限カードは、デッキ中に1枚しか使用することができない（他のカードは4枚まで使用可能）。
以下のカードが指定されている。
- Ancestral Recall
- 天秤/Balance
- Black Lotus
- 渦まく知識/Brainstorm
- 虚空の杯/Chalice of the Void
- チャネル/Channel
- Demonic Consultation
- 悪魔の教示者/Demonic Tutor
- 時を越えた探索/Dig Through Time
- 閃光/Flash
- ギタクシア派の調査/Gitaxian Probe
- ゴルガリの墓トロール/Golgari Grave-Troll
- 噴出/Gush
- 伝国の玉璽/Imperial Seal
- 大いなる創造者、カーン/Karn, the Great Creator
- Library of Alexandria
- ライオンの瞳のダイアモンド/Lion's Eye Diamond
- 磁石のゴーレム/Lodestone Golem
- 水蓮の花びら/Lotus Petal
- 魔力の墓所/Mana Crypt
- 魔力の櫃/Mana Vault
- 記憶の壺/Memory Jar
- 精神的つまづき/Mental Misstep
- 商人の巻物/Merchant Scroll
- 精神の願望/Mind's Desire
- 僧院の導師/Monastery Mentor
- Mox Emerald
- Mox Jet
- Mox Pearl
- Mox Ruby
- Mox Sapphire
- 神秘の教示者/Mystical Tutor
- 神秘の炉/Mystic Forge
- 覆いを割く者、ナーセット/Narset, Parter of Veils
- ネクロポーテンス/Necropotence
- 太陽の指輪/Sol Ring
- 露天鉱床/Strip Mine
- アメジストのとげ/Thorn of Amethyst
- Time Vault
- Time Walk
- Timetwister
- 修繕/Tinker
- トレイリアのアカデミー/Tolarian Academy
- 宝船の巡航/Treasure Cruise
- 三なる宝球/Trinisphere
- ウルザの物語/Urza's Saga
- 吸血の教示者/Vampiric Tutor
- 苛立たしいガラクタ/Vexing Bauble
- Wheel of Fortune
- 意外な授かり物/Windfall
- ヨーグモスの意志/Yawgmoth's Will